# Municipio de Wall (Illinois)
El municipio de Wall (en inglés: Wall Township) es un municipio ubicado en el condado de Ford en el estado estadounidense de Illinois. En el año 2010 tenía una población de 209 habitantes y una densidad poblacional de 2,2 personas por km².

## Geografía
El municipio de Wall se encuentra ubicado en las coordenadas 40°32′18″N 88°10′49″O / 40.53833, -88.18028. Según la Oficina del Censo de los Estados Unidos, el municipio tiene una superficie total de 95.1 km², de la cual 94,99 km² corresponden a tierra firme y (0,12 %) 0,11 km² es agua.

## Demografía
Según el censo de 2010, había 209 personas residiendo en el municipio de Wall. La densidad de población era de 2,2 hab./km². De los 209 habitantes, el municipio de Wall estaba compuesto por el 98,09 % blancos, el 0,96 % eran afroamericanos, el 0,48 % eran asiáticos y el 0,48 % eran de una mezcla de razas. Del total de la población el 0,48 % eran hispanos o latinos de cualquier raza.